# Metalectra elongata
Metalectra elongata là một loài bướm đêm trong họ Erebidae.